# Bromont-Lamothe
Pour les articles homonymes, voir Bromont et Lamothe.
Bromont-Lamothe est une commune française située dans le département du Puy-de-Dôme, en région Auvergne-Rhône-Alpes. Elle fait partie de l'aire d'attraction de Clermont-Ferrand.

## Géographie

### Localisation
Bromont-Lamothe est située à l'ouest du département du Puy-de-Dôme.

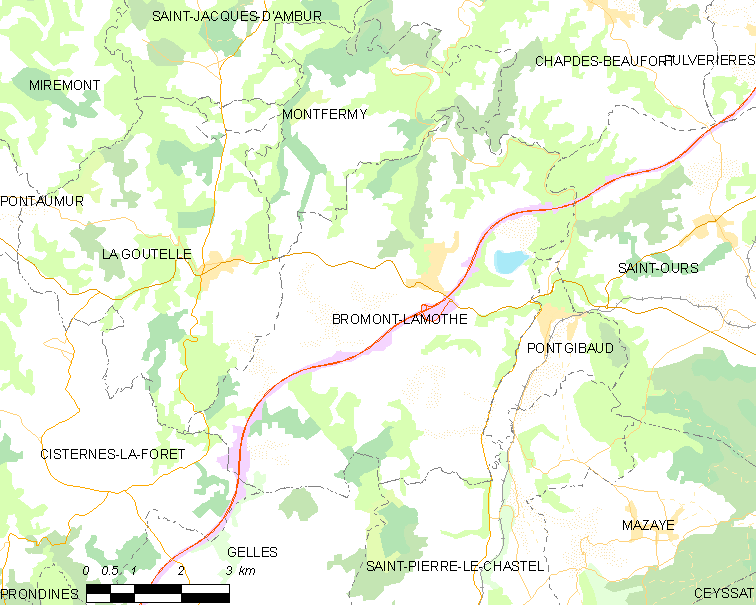
Carte de la commune.
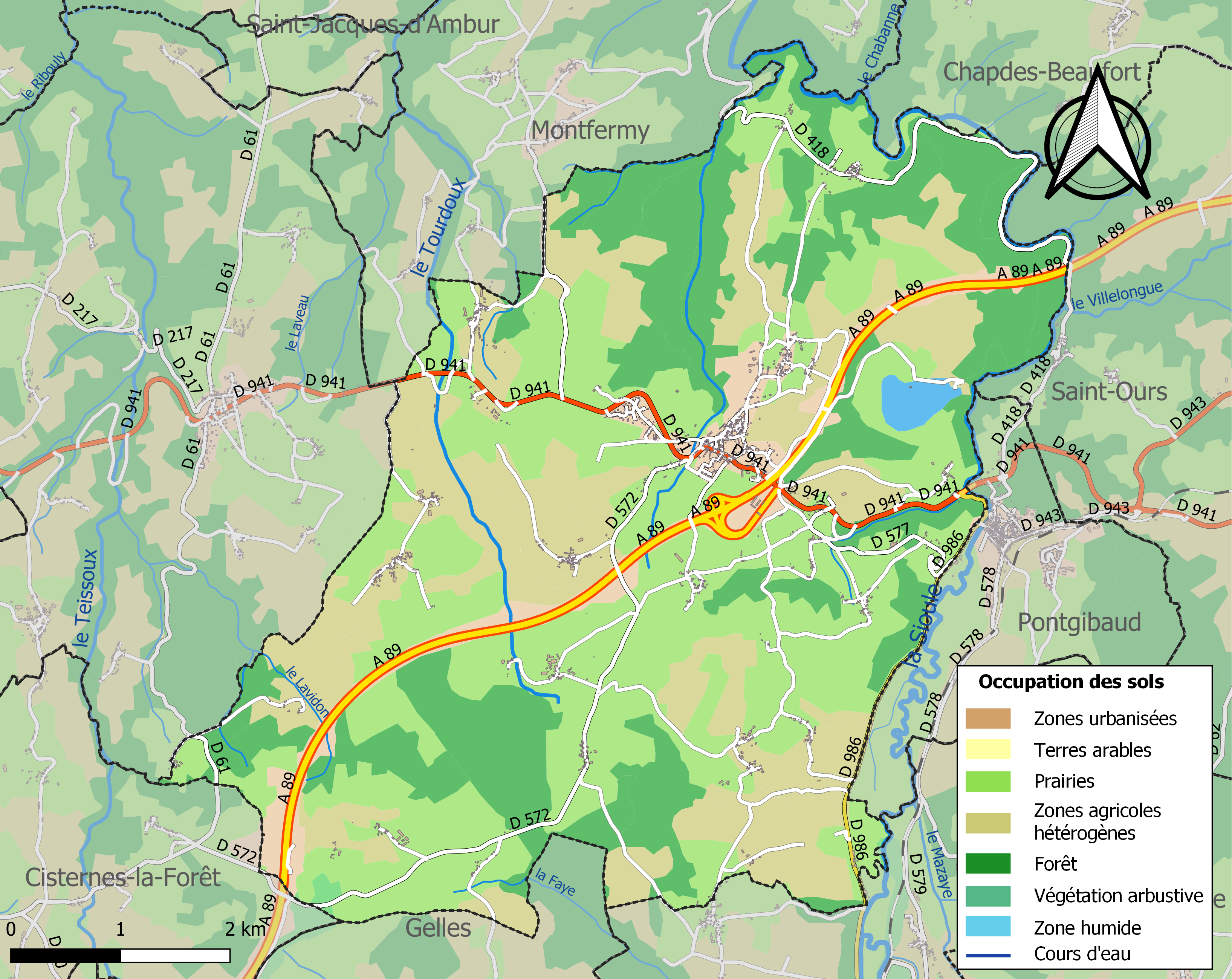
Carte des infrastructures et de l'occupation des sols de la commune en 2018 (CLC)

Ses communes limitrophes sont :
|                    | Montfermy       | Chapdes-Beaufort        |
| La Goutelle        | Bromont-Lamothe | Saint-Ours, Pontgibaud  |
| Cisternes-la-Forêt | Gelles          | Saint-Pierre-le-Chastel |

### Voies de communication et transports
La commune est traversée par l'autoroute A89 ; un échangeur, portant le nom de « Vulcania - Bromont », est implanté sur le territoire communal. L'échangeur 26 débouche sur la route départementale 941 (ancienne route nationale 141) reliant Limoges et Guéret à Clermont-Ferrand et dessert notamment Pontgibaud.

### Climat
Pour des articles plus généraux, voir Climat d'Auvergne-Rhône-Alpes et Climat du Puy-de-Dôme.
En 2010, le climat de la commune est de type climat des marges montargnardes, selon une étude du Centre national de la recherche scientifique s'appuyant sur une série de données couvrant la période 1971-2000. En 2020, Météo-France publie une typologie des climats de la France métropolitaine dans laquelle la commune est exposée à un climat de montagne ou de marges de montagne et est dans la région climatique  Ouest et nord-ouest du Massif Central, caractérisée par une pluviométrie annuelle de 900 à 1 500 mm, maximale en automne et en hiver. 
Pour la période 1971-2000, la température annuelle moyenne est de 8,9 °C, avec une amplitude thermique annuelle de 15,2 °C. Le cumul annuel moyen de précipitations est de 956 mm, avec 11,1 jours de précipitations en janvier et 8,4 jours en juillet. Pour la période 1991-2020, la température moyenne annuelle observée sur la station météorologique de Météo-France la plus proche, « Gelles », sur la commune de Gelles à 9 km à vol d'oiseau, est de 9,5 °C et le cumul annuel moyen de précipitations est de 1 026,1 mm,. Pour l'avenir, les paramètres climatiques de la commune estimés pour 2050 selon différents scénarios d'émission de gaz à effet de serre sont consultables sur un site dédié publié par Météo-France en novembre 2022.

## Urbanisme

### Typologie
Au 1er janvier 2024, Bromont-Lamothe est catégorisée commune rurale à habitat dispersé, selon la nouvelle grille communale de densité à sept niveaux définie par l'Insee en 2022.
Elle est située hors unité urbaine. Par ailleurs la commune fait partie de l'aire d'attraction de Clermont-Ferrand, dont elle est une commune de la couronne,. Cette aire, qui regroupe 209 communes, est catégorisée dans les aires de 200 000 à moins de 700 000 habitants,.

### Occupation des sols
L'occupation des sols de la commune, telle qu'elle ressort de la base de données européenne d’occupation biophysique des sols Corine Land Cover (CLC), est marquée par l'importance des territoires agricoles (66,7 % en 2018), en diminution par rapport à 1990 (69,9 %). La répartition détaillée en 2018 est la suivante : prairies (41,1 %), zones agricoles hétérogènes (25,6 %), forêts (25,5 %), zones industrielles ou commerciales et réseaux de communication (4,9 %), zones urbanisées (2 %), eaux continentales (0,7 %), milieux à végétation arbustive et/ou herbacée (0,2 %).
L'IGN met par ailleurs à disposition un outil en ligne permettant de comparer l’évolution dans le temps de l’occupation des sols de la commune (ou de territoires à des échelles différentes). Plusieurs époques sont accessibles sous forme de cartes ou photos aériennes : la carte de Cassini (XVIIIe siècle), la carte d'état-major (1820-1866) et la période actuelle (1950 à aujourd'hui).

## Histoire
Le lieu est connu anciennement sous la forme Bromo (1266-1383), Bramo (1403), puis Broumon. Ce fief obtient le titre de vicomté à partir des années 1450. Son château se situait a priori sur le village voisin de Lamothe, dont le toponyme seul est évocateur. Aucune trace n’en est visible aujourd’hui sur le terrain, mais il était encore bien conservé en 1799, lorsque Jacques-Antoine Dulaure en fit le croquis dans son carnet de voyage.
Aux XIIIe et XIVe siècles, les seigneurs de Bromont étaient les La Roche. Leur descendante, Louise de la Roche épousa, en 1431, Guillaume Reynaud de Cordeboeuf qui vendit cette terre, en 1446, à Jean de Langeac, sénéchal d'Auvergne, ancêtre de Marie de Langeac, qui porta Bromont en mariage, en 1563, à Claude II de Beaune, seigneur de Rioux. Christophe de Beaune, son fils, lieutenant-général de la Basse-Auvergne, en hérite. Il meurt en 1662, au château de Lamothe. En 1772 la famille de Beaune vend la vicomté de Bromont à Claude de Bosredon, seigneur de Combrailles et dernier seigneur de Bromont en 1789.
Il y avait à Bromont un prieuré de bénédictins, uni au couvent des bénédictins de Montferrand en 1347, et qui passa au petit séminaire de Clermont en 1748. L’église, orientée nord-sud, a été rebâtie au XIXe siècle à l’emplacement de la précédente, qui datait, selon Ambroise Tardieu, du XIe et avait déjà été agrandie au XIIIe siècle. La chapelle servant actuellement de salle d’exposition, à côté de l’église actuelle, est supposée être le chœur de la première église. Le cimetière se trouvait à l’origine autour de l’église, il a été déménagé dans le cimetière actuel dans les années 1950. M. Bouyon, ancien receveur de l’enregistrement, nous indique en 1826 que dans Bromont « on trouve chaque jour des cercueils d’une seule pièce, en pierre volcanisée, qui se taille avec la hache ». Cette description n’est pas sans rappeler les sarcophages en trachyte (ou domite) que l’on trouve jusqu’en Limousin, au Haut Moyen Âge.
Les communes de La Goutelle et de Bromont-Lamothe ne faisaient qu’une jusqu’en 1872, date de leur séparation en deux communes distinctes.

## Héraldique
| Blason de Bromont-Lamothe | Blason  | Blason tranché denché : au 1er d'or au lion de sable, au 2e d'azur à l'oie sauvage essorante d'or. |
| Blason de Bromont-Lamothe | Détails | Le statut officiel du blason reste à déterminer.                                                   |

## Politique et administration

### Découpage territorial
La commune de Bromont-Lamothe est membre de la communauté de communes Chavanon Combrailles et Volcans, un établissement public de coopération intercommunale (EPCI) à fiscalité propre créé le 1er janvier 2017 dont le siège est à Pontaumur. Ce dernier est par ailleurs membre d'autres groupements intercommunaux. Jusqu'en 2016, elle faisait partie de la communauté de communes Pontgibaud Sioule et Volcans.
Sur le plan administratif, elle est rattachée à l'arrondissement de Riom, à la circonscription administrative de l'État du Puy-de-Dôme et à la région Auvergne-Rhône-Alpes. Avant mars 2015, elle faisait partie du canton de Pontgibaud.
Sur le plan électoral, elle dépend du canton de Saint-Ours pour l'élection des conseillers départementaux, depuis le redécoupage cantonal de 2014 entré en vigueur en 2015, et de la deuxième circonscription du Puy-de-Dôme pour les élections législatives, depuis le dernier découpage électoral de 2010 (sixième circonscription avant 2010).

### Élections municipales et communautaires

#### Élections de 2020
Le conseil municipal de Bromont-Lamothe, commune de moins de 1 000 habitants, est élu au scrutin majoritaire plurinominal à deux tours avec candidatures isolées ou groupées et possibilité de panachage. Compte tenu de la population communale, le nombre de sièges à pourvoir lors des élections municipales de 2020 est de 15. Sur les trente candidats en lice, quatorze sont élus dès le premier tour, le 15 mars 2020, avec un taux de participation de 69,74 %. Le conseiller restant à élire est élu au second tour, qui se tient le 28 juin 2020 du fait de la pandémie de Covid-19, avec un taux de participation de 37,24 %.

#### Chronologie des maires
| Période                                  | Période                        | Identité           | Étiquette | Qualité  |
| ---------------------------------------- | ------------------------------ | ------------------ | --------- | -------- |
| Les données manquantes sont à compléter. |                                |                    |           |          |
| mars 2001                                | juillet 2020                   | Jean-Claude Grange |           |          |
| juillet 2020                             | En cours (au 8 septembre 2021) | Jean-Luc Fruchart  |           | Retraité |

### Jumelages
Moggio Udinese (Italie), dans le Frioul.

## Population et société

### Démographie
En 2022, la commune de Bromont-Lamothe comptait 1016 habitants. À partir du XXIe siècle, les recensements réels des communes de moins de 10 000 habitants ont lieu tous les cinq ans. Les autres chiffres sont des estimations.
| 1793  | 1800  | 1806  | 1821  | 1831  | 1836  | 1841  | 1846  | 1851  |
| ----- | ----- | ----- | ----- | ----- | ----- | ----- | ----- | ----- |
| 2 656 | 1 832 | 2 592 | 2 795 | 3 091 | 3 131 | 3 114 | 3 157 | 3 004 |

| 1856  | 1861  | 1866  | 1872  | 1876  | 1881  | 1886  | 1891  | 1896  |
| ----- | ----- | ----- | ----- | ----- | ----- | ----- | ----- | ----- |
| 3 064 | 2 811 | 2 843 | 1 833 | 1 883 | 1 850 | 1 770 | 1 727 | 1 723 |

| 1901  | 1906  | 1911  | 1921  | 1926  | 1931  | 1936 | 1946 | 1954 |
| ----- | ----- | ----- | ----- | ----- | ----- | ---- | ---- | ---- |
| 1 669 | 1 560 | 1 511 | 1 209 | 1 125 | 1 055 | 985  | 931  | 880  |

| 1962 | 1968 | 1975 | 1982 | 1990 | 1999 | 2006 | 2008 | 2013 |
| ---- | ---- | ---- | ---- | ---- | ---- | ---- | ---- | ---- |
| 805  | 721  | 731  | 736  | 779  | 766  | 904  | 943  | 984  |

| 2018 | 2022  | - | - | - | - | - | - | - |
| ---- | ----- | - | - | - | - | - | - | - |
| 977  | 1 016 | - | - | - | - | - | - | - |

### Enseignement
Bromont-Lamothe dépend de l'académie de Clermont-Ferrand. Elle gère l'école élémentaire publique Robert-Bresson.
Les élèves poursuivent leur scolarité au collège Anna-Garcin-Mayade de Pontgibaud puis dans les lycées de Riom (Virlogeux ou Pierre-Joël-Bonté selon les filières).

## Culture locale et patrimoine

### Lieux et monuments
- Viaduc de la Sioule.
- Lac d'Anchald : à la fois retenue d'eau pour l'usine hydroélectrique de Montfermy et lieu de détente et de baignade aménagé.

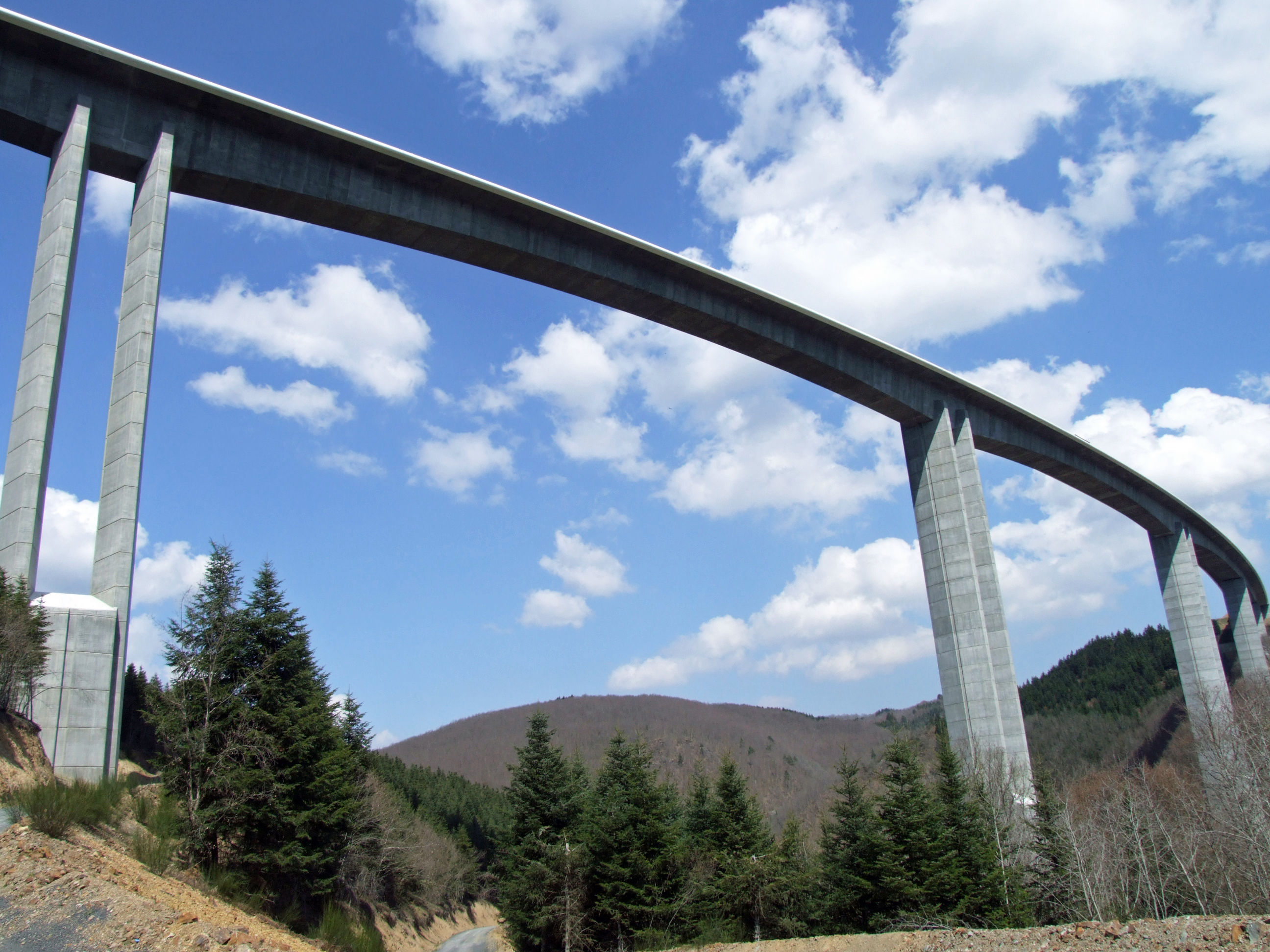
Viaduc de la Sioule.
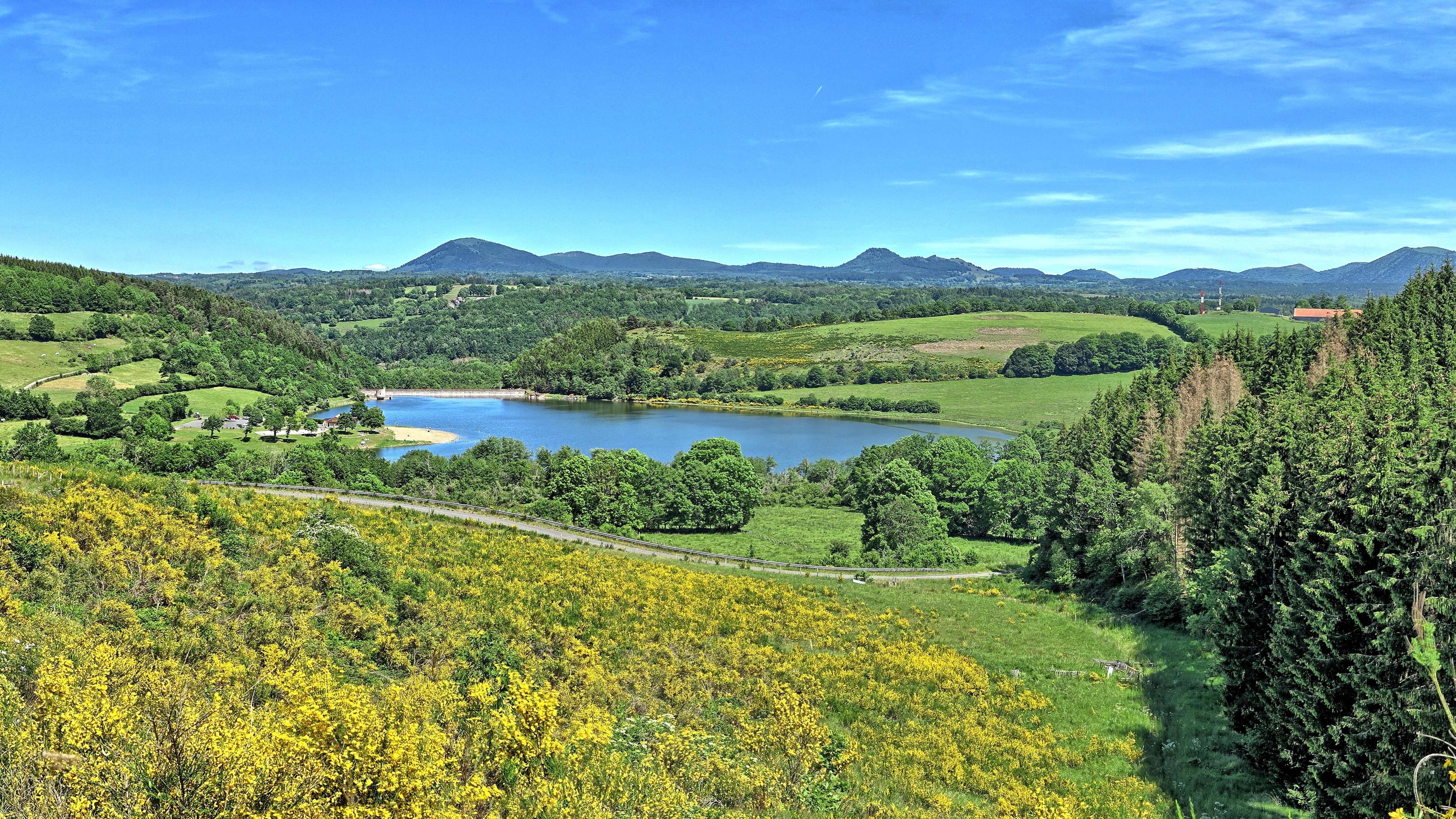
Le lac d'Anchald devant la chaîne des Puys.

### Personnalités liées à la commune
- Robert Bresson, cinéaste, né à Bromont-Lamothe le 25 septembre 1901, mort en 1999.